# Viktor Muštakov
Viktor Alexejevič Muštakov (rusky Виктор Алексеевич Муштаков; * 19. prosince 1996 Barnaul) je ruský rychlobruslař.
Na mezinárodní scéně působí od roku 2014, kdy začal závodit ve Světovém poháru juniorů. Roku 2016 se stal juniorským mistrem světa v týmovém sprintu. Ve Světovém poháru debutoval v roce 2018, na seniorských světových šampionátech se poprvé představil roku 2019. Na Mistrovství světa na jednotlivých tratích 2019 získal bronzové medaile v závodě na 500 m a v týmovém sprintu, na sprinterském šampionátu byl devátý. Na ME 2020 získal zlatou medaili v týmovém sprintu. Startoval na ZOH 2022 (500 m – 9. místo, 1000 m – 8. místo).